# Alfa Romeo Arna
Der Alfa Romeo Arna war eine Fließhecklimousine mit drei oder fünf Türen, die von Herbst 1983 bis Ende 1986 von Alfa Romeo in Kooperation mit dem japanischen Automobilbauer Nissan hergestellt wurde. Der Name geht auf die Initialen von Alfa Romeo Nissan Automobili, der Bezeichnung des Joint Ventures, zurück.
Dieses Joint Venture wurde gegründet, weil zu dieser Zeit in Italien stark restriktive Quotenregelungen für den Import japanischer Fahrzeuge galten. Um diese Quotierungen zu umgehen, suchte Nissan einen italienischen Kooperationspartner. Dieser musste dann einen gewissen Anteil am Wert des Fahrzeugs beisteuern, damit das hergestellte Produkt als italienisch galt.
Das Fahrzeug wurde im September 1983 auf der Internationalen Automobilausstellung (IAA) in Frankfurt präsentiert. Es sollte die Modellpalette nach unten ergänzen und teilweise auch die Nachfolge des in die Jahre gekommenen Modells Alfasud übernehmen.

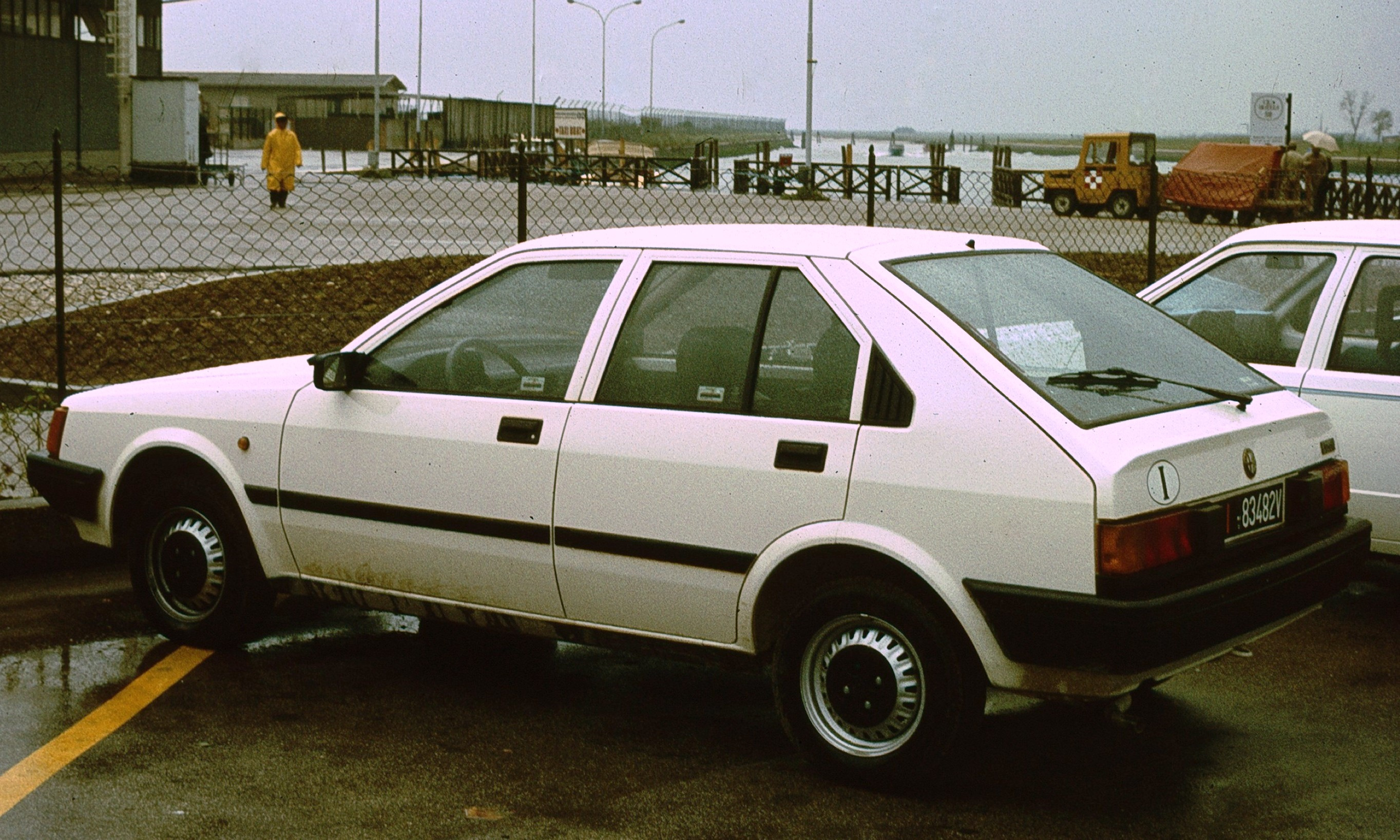
Alfa Romeo Arna Fünftürer

Seine Grundkonstruktion entstammt den Nissan-Modellen Cherry und Pulsar. Von Alfa Romeo kamen Motor, Antriebsstrang und Vorderradaufhängung. Das Fahrzeug wurde in Motorvarianten mit 1200, 1400 und 1500 cm³ mit einer Leistung von 63 bis 95 PS angeboten. Die Rohkarosserie wurde bei Nissan in Japan hergestellt und dann zum neu entstandenen Alfa-Romeo-Werk nach Pratola Serra verschifft. Dort wurden die Fahrzeuge komplettiert.
Auf manchen Märkten wurde der Arna auch als Nissan Cherry Europe bzw. Nissan Cherry Europa verkauft.
Für die Marke „Alfa Romeo“ markierte der Arna in Design und Technik einen Tiefpunkt in der Markengeschichte. Er wird als ein Zeichen für den damaligen wirtschaftlichen Niedergang der Firma angesehen.
Im Dezember 1986 wurde der Staatsbetrieb Alfa Romeo von Fiat übernommen. Die Produktion des Arna wurde daraufhin eingestellt. Mit 53.047 hergestellten Exemplaren war das Auto ein wirtschaftlicher Flop für Alfa Romeo.

## Motoren
Der Arna war mit vier verschiedenen benzingetriebenen Boxermotoren verfügbar. Die Leistungsspanne ging von 46 bis 70 kW (63–95 PS). Die leistungsstärkeren Ausführungen trugen die Bezeichnung Ti.